# Marina Dubinina
Marina Dubinina (28 de agosto de 1969) es una jugadora profesional ucraniana de voleibol.

## Clubes
- 2022- … C.V. Cisneros (Superliga 2),  España
- 2014-2015 - Haris Tenerife (Superliga),  España
- 2013-2014.- C.V. Aguere (Superliga),  España
- 2010-2011.- Nuchar Eurochamp Murillo (Superliga 2),  España
- 2010.- Jamper Aguere (Superliga),  España
- 2009-2010.- Nuchar Tramek Murillo (Superliga 2),  España
- 2008.- Club Voleibol Sanse de San Sebastián de los Reyes (Madrid),  España
- 1995-2007.- Club Voleibol Tenerife Marichal,  España

## Logros obtenidos

### Clubes
- 2014 / 2015.- Campeona de Superliga 2 y ascenso a Superliga con Haris Tenerife
- 2010 / 2011.- Campeona de Superliga 2 y ascenso a Superliga con Nuchar Eurochamp Murillo.
- 2010 / 2011.- Incluida en el 7 ideal de la jornada 16 de Superliga 2.
- 2010.- Campeona de Superliga con el Jamper Aguere después de acabar la temporada con el Club Voleibol Murillo.
- 2010.- Incluida 3 veces en el 7 ideal de la jornada en los play-off de ascenso a Superliga.
- 2010.- MVP de la jornada 4 de los play-off de ascenso a Superliga.
- 2010.- Campeona de la Copa de la Princesa de Asturias con Nuchar Tramek Murillo.
- 2010.- MVP de la Copa de la Princesa de Asturias.
- 1994.- Campeona de la Copa de la Reina con el Club Voleibol Alcorcón.
- 1994.- Subcampeona de la Superliga con el Club Voleibol Alcorcón.
- 1997,1998,1999,2000,2002,2003,2004,2005.- Campeona de la Copa de la Reina con el Spar Tenerife Marichal
- 1997,1998,1999,2000,2002,2004,2005.- Campeona de Superliga con el Spar Tenerife Marichal
- 1996,2003.- Subcampeona de Superliga con el Spar Tenerife Marichal
- 2004.- Campeona de la Champions League con el Spar Tenerife Marichal

### Individual
| Campeonato de España de Vóley Playa | Campeonato de España de Vóley Playa | Campeonato de España de Vóley Playa | Campeonato de España de Vóley Playa |
| Año                                 | Lugar                               | Medalla                             | Pareja                              |
| ----------------------------------- | ----------------------------------- | ----------------------------------- | ----------------------------------- |
| 1996                                | Laredo ( España)                    | Medalla de oro                      | Angélica Gómez                      |